# Ослобођење Париза
Ослобођење Париза (енгл. Liberation of Paris) била је шестодневна битка за ослобођење француске престонице од немачке окупације у Другом светском рату. Вођена је од 19. до 25. августа 1944. и завршена је победом Савезника.

## Позадина
У Другом светском рату, Париз је током битке за Француску после евакуације владе (10. јуна 1940) проглашен отвореним градом и није био брањен. Немачке трупе ушле су 14. јуна без отпора у француску престоницу. У Паризу је све време рата било седиште команде немачких окупационих снага у Француској. Патриотске демонстрације париских студената 11. новембра 1940. довеле су до немачке оружане реакције. До масовних антихитлеровских демонстрација дошло је у Паризу и 14. јула 1941.
Током 1941. у Паризу се организују прве групе покрета отпора, убрзо уједињених у организацију Француских унутрашњих снага (фр. Forces françaises de l'Intérieur - FFI). Број припадника покрета отпора у Паризу, и поред крвавих репресалија окупатора, стално је растао. У Паризу је 15. марта 1944. у дубокој илегалности одржан састанак Савета ФФИ, на којем је донет акциони програм француског покрета отпора.

## Битка
После избијања америчких и француских снага до Дреа и Шартра, у Паризу је букнуо устанак 19. августа 1944. Борбе су трајале до 25. августа, када је француска 2. оклопна дивизија генерала Леклерка ушла у престоницу, коју су већ готово потпуно ослободиле снаге отпора.

## Последице
У борбама за ослобођење Париза, од 19. до 25. августа избачено је из строја преко 12.000 немачких војника (2.887 погинулих, 4.911 рањених и 4.312 заробљених), уз савезничке губитке од 1.483 погинула и 3.477 рањених.
Од 26. августа 1944. Париз је поново главни град ослобођене Француске.